# Groupement de Recherche et d’Etudes en Gestion à HEC Paris
Groupement de Recherche et d’Etudes en Gestion à HEC Paris (GREGHEC) é um laboratório de pesquisa conjunto CNRS - HEC Paris. Está localizado no campus HEC em Jouy-en-Josas.
GREGHEC é um dos maiores laboratórios conjuntos de pesquisa nas áreas de economia e gestão na França.

## Detalhes
O centro faz parte do Centre national de la recherche scientifique e da HEC Paris. Está localizado em Jouy-en-Josas. Cerca de 60 alunos estão matriculados nas turmas dos cursos de doutorado do ano letivo. O centro reúne 120 faculdades. O laboratório GREGHEC baseia suas pesquisas em gestão e também realiza diversos estudos interdisciplinares. A pesquisa está focada em particular nas ciências econômicas e de gestão.
O centro possui diversos programas para alunos de graduação e pós-graduação, bem como para professores, para promover o conceito de economia. Várias iniciativas lançadas pelo centro aumentaram a sensibilização para a economia e a gestão tanto na comunidade de Jouy-en-Josas como em todo o país.

## De tradução
- Este artigo foi inicialmente traduzido, total ou parcialmente, do artigo da Wikipédia em inglês cujo título é «Groupement de Recherche et d’Etudes en Gestion à HEC Paris».Referências

1. ↑  GREGHEC - Groupement de recherche et d’études en gestion à HEC
2. ↑  HEC Paris
3. ↑  200619325J : GREGHEC Groupement de Recherche et d'Etudes en Gestion à HEC Unité de recherche (situation 2023)
4. ↑  Groupement de Recherche et d’Etudes en Gestion à HEC (GREGHEC)
5. ↑  RÉSUMÉ FINAL DE L’ÉVALUATION DE L’UNITÉ : Groupement de Recherche et d'Études en Gestion d'HEC (GREGHEC)